# Fernfahrer
Als Fernfahrer (auch Trucker) wird herkömmlich jemand bezeichnet, der einen Lastkraftwagen im Güterfernverkehr lenkt und ist nur ein allgemeiner Titel.

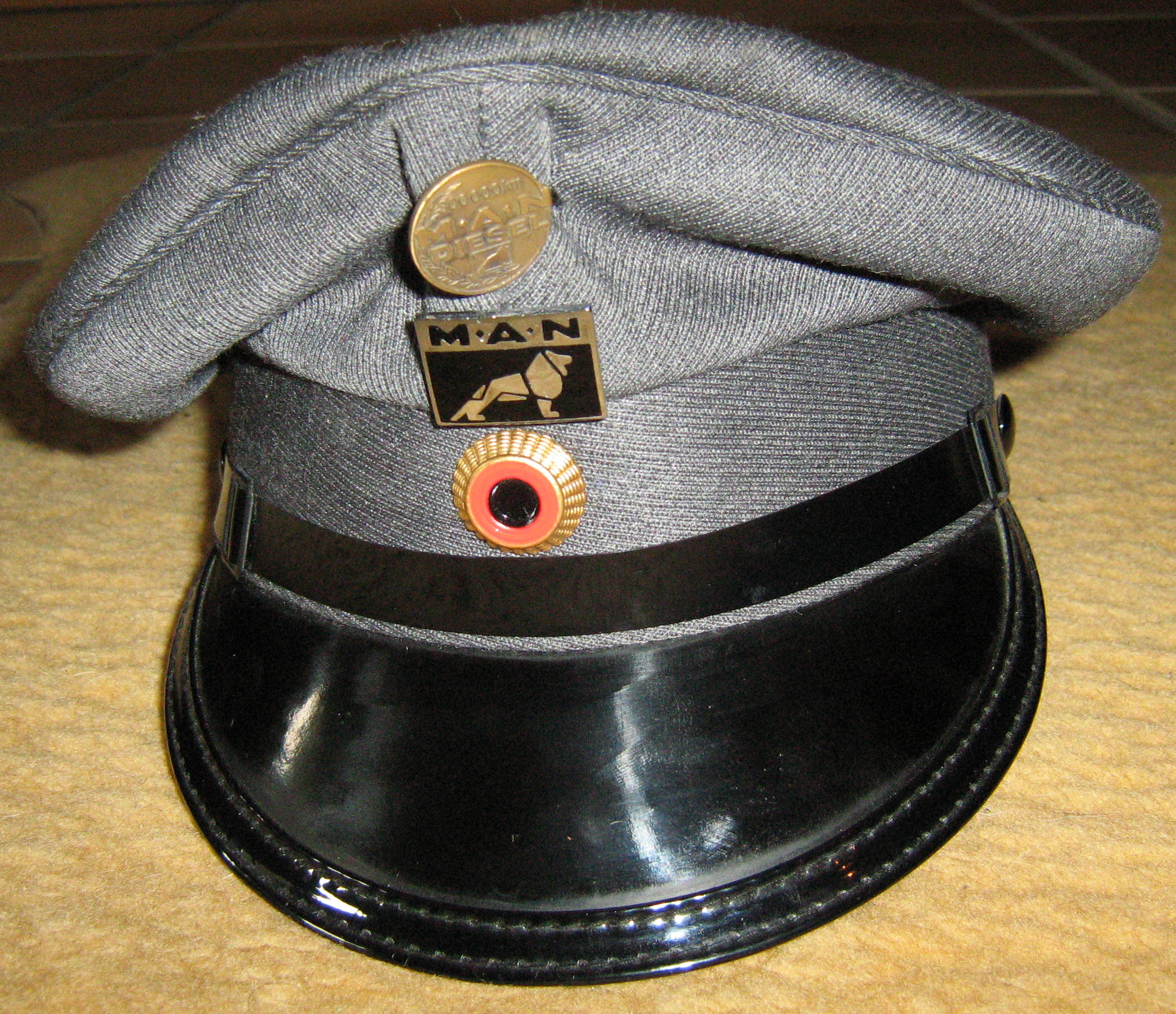
Alte Fernfahrermütze

## Herkunft des Begriffs
Der Begriff Fernfahrer stammt aus einer Zeit, in welcher der Güterkraftverkehr außerhalb einer Nahzone von 50 Kilometern durch Konzessionierung und durch Kontingentierung sowie durch Preisvorschriften stark reglementiert war. Die Unterscheidung zwischen Nah- und Fernverkehr zog den Fernfahrerbegriff nach sich. Mit der Liberalisierung des Güterkraftverkehrs ab 1998, wodurch die Beschränkungen für den Fernverkehr weggefallen sind, ist die Bezeichnung Fernfahrer im Grunde obsolet, dennoch ist sie noch sehr verbreitet. In dem Begriff leben die Fernfahrermythen von Freiheit und Weite fort. Neben dem Wort Fernfahrer halten sich auch die Synonyme „Kapitän der Landstraße“, „Trucker“, „Driver“, „Chauffeur“. Die offizielle Berufsbezeichnung für den Fernfahrer ist Berufskraftfahrer (BKF).

## Besonderheiten

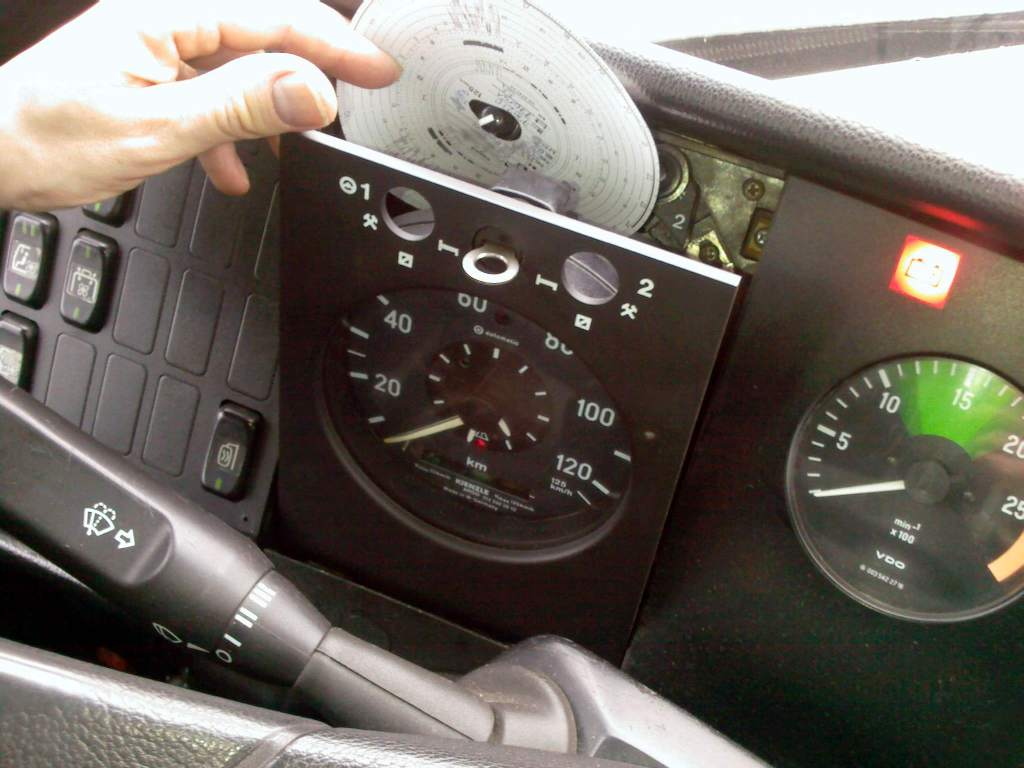
Mechanischer Tachograph mit beschriebenem Schaublatt

Ein Fernfahrer für schwere Lastkraftwagen benötigt eine besondere Fahrerlaubnis C oder CE und, wenn er kennzeichnungspflichtige Transporte mit gefährlichen Stoffen durchführt, auch eine ADR-Bescheinigung. Er muss ferner eine Fahrerkarte mit sich führen, auf der mittels eines Kontrollgerätes (digitaler Tachograph) Geschwindigkeiten, Lenkzeiten und andere Daten erfasst werden. Der Fahrer muss die vorgeschriebenen Lenk- und Ruhezeiten einhalten. Polizei, Gewerbeaufsicht oder in Deutschland das Bundesamt für Güterverkehr (BAG) kontrollieren in den Unternehmen oder unterwegs auf den Straßen die Aufzeichnungen und den Zustand hinsichtlich Verkehrssicherheit und Ladungssicherung. Wegen der vielen automatisierten Arbeitsabläufe in seinem Berufsalltag durch die moderne digitale Technik und Verkehrssicherheit, sowie den sehr vielen EU-Vorschriften, benötigt der Fernfahrer als Berufskraftfahrer eine Ausbildung oder eine Qualifikation mit 140 Stunden Grundausbildung.
Europaweit können die großen Lkw, Sattel- und Gliederzüge, die hauptsächlich von Fernfahrern gefahren werden, bis zu 16,5 m, Gliederzüge sogar bis zu 18,75 m lang sein. In Belgien, den Niederlanden, Schweden, Dänemark und Finnland ist sogar eine maximale Länge von 26,50 m erlaubt. Das Gewicht der Fahrzeuge darf bis zu 40 t betragen (im kombinierten Verkehr bis zu 44 t), in den anderen vorgenannten Ländern sogar bis zu 60 t.
Von einem Fernfahrer wird erwartet, dass er sich in unbekannten Gegenden zügig zurechtfindet und sein Ziel auf dem schnellsten Weg erreicht. Auch im Zeitalter moderner Navigationsgeräte ist Orientierungsfähigkeit hierbei vorteilhaft, wenn die Fahrt nicht an einer zu niedrigen Brücke, einer gewichtsbeschränkten Straße oder einer zu schmalen Durchfahrt enden soll. Blindes Vertrauen in Navigationsgeräte führt häufig zu Irrfahrten und Fehlfahrten, da viele Fahrer aus Kostengründen nur Geräte benutzen, in deren Kartenmaterial keine Maß-, Gewichts- oder Gefahrstoffbeschränkungen hinterlegt sind. Die in vielen Geräten einstellbare Lkw-Option ermittelt lediglich eine längere Fahrzeit, berücksichtigt aber keine besonderen Fahrstrecken. Bei seiner Routenplanung muss der Fahrer auch bedenken, ob Straßen für bestimmte Lkw mit zeitlichen Fahrverboten, wie ein Nachtfahrverbot oder ein Fahrverbot in der Ferienzeit, belegt sind.
Zudem sollten Fernfahrer über ein gutes Augenmaß und über ein Gefühl für die Bewegungsabläufe des Lkw verfügen, um das Fahrzeug, wenn notwendig, zentimetergenau rangieren zu können. Autofahrer ohne Lkw-Fahrpraxis unterschätzen oft diese Anforderungen und haben deshalb für die Situation des Lkw-Fahrers wenig Verständnis.
Nur 1,7 Prozent aller Fernfahrer in Deutschland sind Frauen.

## Fernfahrer-Alltag
Fernfahrer verbringen viel Zeit fern ihres Wohnortes und sind häufig auch am Wochenende von ihren Familien getrennt. Touren werden oft nicht so geplant, dass der Fahrer vor Beginn des Sonntagfahrverbots wieder zu Hause ist. Er muss dann das Ende des Fahrverbots auf einem Parkplatz abwarten. Auch müssen die Fahrer vielfach bereits am Sonntag ab 22 Uhr wieder fahren, damit sie am Montagmorgen bei einem weit entfernten Kunden abladen können. Das bedeutet Nachtarbeit mit den damit verbundenen gesundheitlichen Problemen. Ein gestörter Tag-/Nachtrhythmus und Übermüdung sind häufige Ursachen von Unfällen, in die Lkw verwickelt sind.
Mit der Entwicklung von Bord-Computern hielten ab etwa 1990 die elektronischen Errungenschaften in die Lkw Einzug. Die Bundesregierung hatte damals einen Auftrag an die Luft- und Raumfahrtindustrie für das Nutzfahrzeug Überwachungssystem 2000 (NÜS 2000) vergeben. Die Satelliten-Überwachung (GPS) eröffnete neue Möglichkeiten im PC der Firma mit lückenloser Echtzeit-Kontrolle der Lkw und der Fahrer.
Die Woche vom Fernfahrer beginnt sehr oft am Sonntag Abend um 22 Uhr, denn meistens muss er irgendwo am Arbeitsbeginn beim Kunden die Waren anliefern. Bevor er die Tor beginnt räumt er erst seine Lebensmittel, Getränke und Reisetasche mit Kleidung in das Fahrerhaus ein. Dann muss die Abfahrtkontrolle durchgeführt werden, was als sog. WOLKE oft bezeichnet wird, was Wasser, Öl, Luft, Elektrik bedeutet. Die Nacht ist oft für den Fernfahrer sehr einsam und Lang, weil es nichts zu sehen gibt. Nach spätestens 4,5 Stunden muss eine Ruhepause von einer 3/4 Stunde gemacht werden, wobei meistens noch etwas auf der Ruheliege hinter den Sitzen geschlafen wird. Beim Kunden angekommen sind oft schon viele Fernfahrer mit den Lkw vorher dort anwesend und es muss dann nach Abgabe der Lieferscheine und Frachtpapiere gewartet werden, bis eine Rampe frei ist. Manchmal wird ein  Firmen-Handy überreicht, wo dann angerufen wird, wenn und wo abgeladen werden soll. Unfreundlichkeit vom Beschäftigte der Warenannahme ist schon oft die Normalität. Wenige Firmen haben Aufenthaltsräume für die Fernfahrer, wo WC und Kaffeeautomat vorhanden ist. Oft ist auch nur ein Dixi-Klo auf dem Lkw Parkplatz vorhanden, was nicht immer gereinigt wurde. Wenn noch weitere Kunden auf dem Lkw sind, so muss zügig weitergefahren werden, weil nach Entladung die Ruhezeit von 11 oder 9 Stunden im ca. 4 m² engen Fahrerhaus beginnt, die innerhalb von 24 Stunden Vorschrift ist.
Zur Ruhezeit muss der Fernfahrer sich erst einmal irgendwo ein Lkw Parkplatz suchen, was nicht immer sofort gelingt und oft bis zu 1 Stunde herumgefahren werden muss. In sehr einsamen Gegenden kann es vor allem Nachts auch schon zu Planen aufschlitzen kommen, denn Diebe wollen nachschauen ob wertvolle Fracht auf der Ladefläche ist. Der menschliche Rhythmus zum Schlafen ist nicht immer gegeben, da nach 13 oder 15 Stunden Arbeitszeit nur an der lauten Autobahn der Parkplatz vorhanden ist. Im Sommer ist die Standklimaanlage nicht immer für 11 Stunden Ruhezeit ausgelegt. Nach 9 oder 11 Stunden Ruhezeit muss zur nächsten Beladung gefahren werden, was bei Speditionen oft am Abend geschieht. Danach heißt es wieder die Nacht teilweise durchzufahren, ja nach dem wie weit der nächst Kunde ist. Der Fernfahrer verschiebt wenn möglich seine Ruhezeiten, so dass er mehr seine  Ruhezeit in der Nacht bekommt.
Die einschlägigen Vorschriften über die Einhaltung bestimmter täglicher und wöchentlicher zusammenhängender Ruhezeiten (45 oder 24 Stunden) lassen offen, ob die Ruhezeiten an einem Wochenende oder unter der Woche gewährt werden. Es ist oft nicht gewährleistet, dass die 45-stündige Ruhezeit am Wochenende genommen werden kann. Die 5 oder 6 Tage in der Woche sind normal, da es allerdings nach der Verordnung zur Lenk- und Ruhezeit ((VO (EG) 561/2006)) ab 208 Stunden im Durchschnitt von 4 Monaten ein Ausgleich in Freizeit von 52 Stunden geben muss, was allerdings oft nicht vom Transportunternehmen gewährleistet wird. Die Kontrollen vom BALM (Bundesamt für Logistik und Mobilität) finden wenig bei den Lkw statt, da bis 1,3 Millionen große Lkw sich auf den deutschen Straßen befinden. Der Ausgleich nach
Ein kompetitives Umfeld verleitet Transportunternehmer häufig dazu, Vorschriften über Lenk- und Ruhezeiten zu missachten. Kosten- und Zeitdruck im Speditionsgewerbe werden nicht selten an die angestellten Fernfahrer weitergegeben, die sich wiederum aus Sorge um ihren Arbeitsplatz fügen. Aufgrund des ständig zunehmenden Verkehrs ist die Stellplatzsuche auf Autobahn-Parkplätzen, -Rasthöfen und Autohöfen zunehmend schwierig geworden. Daraus ergibt sich eine erhöhte Unfallgefahr, wenn die Fahrer nach vergeblicher Parkplatzsuche trotz Übermüdung zum Weiterfahren gezwungen sind.

### Kriminalität
Ein zunehmendes Problem ist auch der Diebstahl oder der Raub von Fahrzeug oder Ladung, wobei z. B. sogenannte Planenschlitzer versuchen, Waren aus dem Laderaum zu stehlen. Bewachte Lkw-Sicherheitsparkplätze sind kaum vorhanden und kosten ca. 25 Euro pro Nacht. Am Markt erhältliche Alarmsysteme werden noch nicht häufig eingesetzt, obwohl staatliche Förderungen wie die De-minimis-Beihilfe einige Systeme anerkennen und fördern.

## Entfernungen im Fernverkehr
Durch den zunehmenden Einsatz von digitaler Technik ist es möglich, den Fernfahrer durchgehend zu kontrollieren. So kann z. B. durch den Einsatz einer Telemetrie jederzeit nicht nur der Standort, sondern auch Fahrzeugdaten von der Disposition abgerufen werden. Je nach Ausstattung der Spedition werden die Touren bereits vor Abfahrt bis ins Detail geplant.
Fernfahrer legen oftmals Entfernungen von tausenden Kilometern in fernen Länder zurück. Die durchschnittliche Tageskilometerzahl bei voller Auslastung der Lenkzeit und einer vorgeschriebenen Höchstgeschwindigkeit von 60 km/h außerorts und bis zu 80 km/h auf Autobahnen und zweispurigen Kraftfahrstraßen mit mittiger Fahrstreifenbegrenzung für schwere Lkw liegt bei legalen 600 bis 800 km.
Durch Überschreitung der Lenkzeiten sowie der Geschwindigkeiten ist im Fernverkehr allerdings eher mit 800 bis 1200 km Tagesleistung zu rechnen, wobei die Tagesleistungen z. B. in Deutschland wegen vermehrter Staus und in Norwegen wegen schlechter Straßen niedriger ausfallen als in anderen Staaten mit besseren und weniger befahrenen Straßen, wie Spanien oder Frankreich.
Vergleicht man die Tagesleistungen von Lkw im Fernverkehr in Europa z. B. mit denen in den USA, stellt man fest, dass dort das Doppelte an durchschnittlichen Tagesleistungen üblich ist. Das liegt jedoch nicht nur an den höheren Reisegeschwindigkeiten der Lkw (üblich sind dort 65 mph ≈ 105 km/h, statt der in Europa üblicherweise gefahrenen 90 km/h), sondern vor allem daran, dass in Europa die Ruhezeit nur dann gilt, wenn der Lkw parkt. In den USA, in denen es ebenfalls Lenk- und Ruhezeitregelungen gibt, gilt es auch als Ruhezeit, wenn ein Fahrer schläft, während der andere den Lkw weiterfährt. Außerdem erlauben die europäischen Sozialvorschriften keine echte Verdopplung der Wochenlenkzeit eines Lkw beim Einsatz eines zweiten Fahrers. Obwohl sich die Lohnkosten verdoppeln, kann ein Lkw in Europa in einem Zweimannbetrieb legal nur etwa 60 bis 70 Prozent länger bewegt werden, als im Einmannbetrieb. Daher lohnt sich in Europa der Zweimannbetrieb eines Lkw oder Busses kaufmännisch nur noch in Billiglohnländern oder bei einer sehr ausgefeilten Fahrzeug- und Personaldisposition. Das hat für das Personal den Nachteil, dass sich zwei Fernfahrer im Fahrerhaus ca. 20 Stunden gemeinsam aufhalten müssen.

## Arbeitsplatz des Fernfahrers

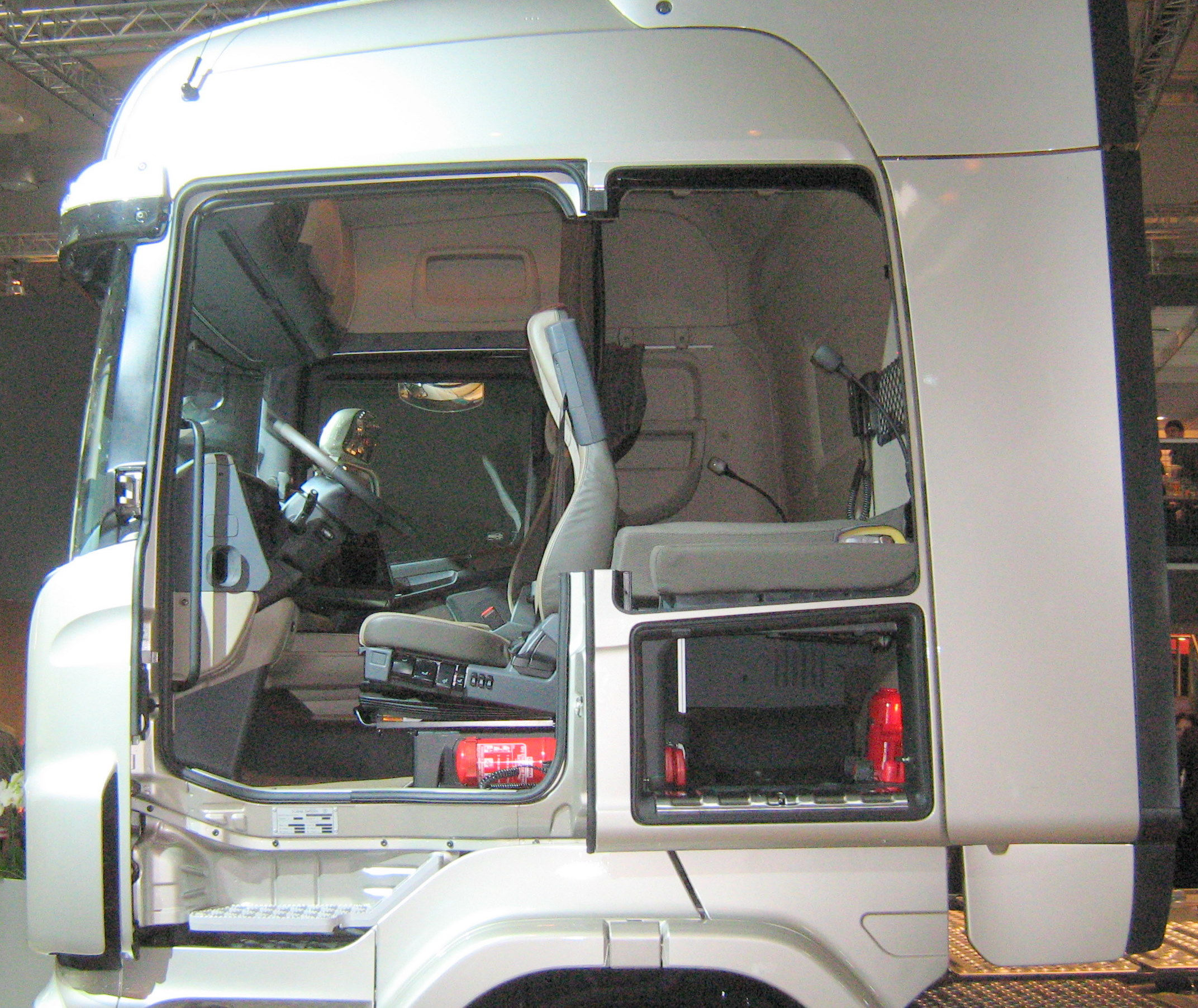
Fahrerhaus-Konstruktion Typ Scania

Lkw für den Fernverkehr sind im Führerhaus üblicherweise mit Ruheliegen ausgestattet. Bei den häufig großen und hohen Fahrerhaus-Ausführungen sind relativ viele Stauschränke vorhanden. In modernen Kraftfahrzeugen findet man zudem vermehrt Geschwindigkeitsregelanlagen, (Stand-)Klimaanlagen und Standheizungen, kleine Kühlschränke etc. Trotz dieses bescheidenen Komforts hat der Fahrer lediglich ca. vier Quadratmeter zur Verfügung.
Im Fernverkehr innerhalb des eigenen Landes ist der Fernfahrer meist jedes Wochenende zu Hause, im internationalen Fernverkehr können dagegen zwischen den Heimatbesuchen auch Wochen liegen. Fernfahrer aus Osteuropa, deren Haupteinsatzgebiet Westeuropa ist, sind mitunter monatelang  unterwegs, die Ablöse erfolgt oft mittels eines Pkw oder Kleintransporters, mit dem der neue Fahrer anreist und in Westeuropa weiter fährt, während der abgelöste Fahrer mit dem Sprinter den mehrere tausend Kilometer weiten Heimweg antritt und dort ein bis zwei Wochen bleibt und er dann schließlich mit einem Pkw oder Transporter wieder einen anderen Kollegen in Westeuropa ablöst. Der Lkw kommt also kaum bis gar nicht zum Heimatstandort.
Zur Steigerung der Effizienz werden zunehmend rollierende Systeme eingeführt und die Fahrer flexibel auf wechselnde Tages-Routen bei variablen Einsatzzeiten eingeteilt. Das bedeutet eine Abkehr von der langjährigen Tradition, bei der jeder Fahrer einen festen Lkw hatte, in dem er sich wohnlich eingerichtet hatte.

## Zukunft des Berufsbildes
Im Juli 2014 stellte die Daimler AG den Mercedes-Benz Future Truck 2025 vor, einen Lkw-Prototyp mit dem Assistenzsystem Highway Pilot. Damit kann der Lkw-Prototyp autonom mit Geschwindigkeiten bis zu 85 km/h auf der Autobahn fahren. Laut Wolfgang Bernhard, Vorstand von Daimler Trucks und Daimler Buses, sei „eine Markteinführung des Highway Pilot Mitte des kommenden Jahrzehnts vorstellbar“. Über die Zukunft des Berufsbildes des Fernfahrers heißt es in der Daimler-Pressemitteilung:
„Mit dem Highway Pilot wird schließlich das Berufsbild des Lkw-Fahrers deutlich aufgewertet. Das System entlastet den Fahrer nicht nur von monotonen Tätigkeiten, vielmehr gewinnt dieser Zeit für Aufgaben, die beispielsweise bisher der Disposition vorbehalten sind. Aufstiegsmöglichkeiten von der reinen Fahrtätigkeit zum Transportmanager sind damit vorstellbar. Der Beruf des Lkw-Fahrers wird attraktiver – autonomes Fahren ist deshalb auch eine Antwort auf den Fahrermangel.“

## Situation in Deutschland

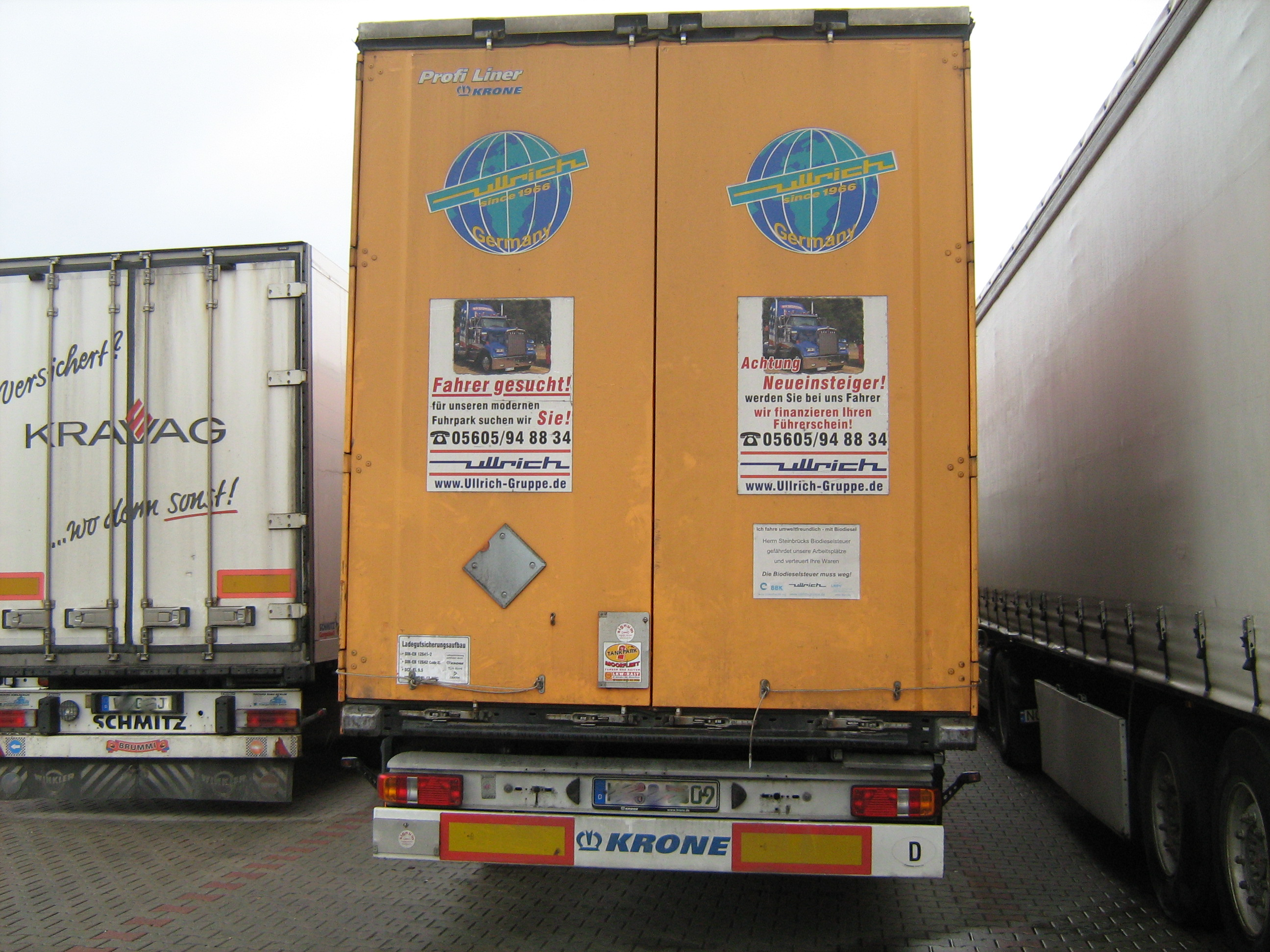
Aufkleber zur Suche von Fernfahrern als Arbeitskräfte

Der Beruf des Fernfahrers oder Kraftfahrzeugführers (Berufskraftfahrer – BKF) ist in der Entwicklung bei den sozialversicherungspflichtigen Beschäftigungsverhältnissen (Berufsordnung 7140 / Klassifikation 52122) für den Zeitraum von 1999 bis 2005 rückläufig. Es fehlten Anfang 2019 in Deutschland ca. 60.000 BKF und pro Jahr werden ca. 15.000 BKF auch altersbedingt Rentner. Der qualifizierte Nachwuchs war im Durchschnitt der letzten 10 Jahre nur mit ca. 1500 BKF durch die IHK Abschlussprüfung erfolgreich. Hinzu wurden noch ca. 7000 Umschulungen mit 140 Stunden Grundkurs zum BKF durch die ARGE pro Jahr bewerkstelligt.
Im Jahr 2007 waren am 30. September 2007 ca. 792.000 Kraftfahrer angemeldet. Ein Drittel aller Berufskraftfahrer war 2007 älter als 50 Jahre und die Hälfte war zwischen 35 und 49 Jahre alt. Während im März 2007 von der Bundesagentur für Arbeit noch 16.210 Kraftfahrer gesucht wurden, wurde ab Januar 2009 erstmals seit ca. drei Jahren wieder Fahrpersonal abgebaut.
Auf Grund der positiven konjunkturellen Entwicklungen in der Transportwirtschaft im Jahr 2008, gab es einen Zuwachs von rund 34.000 Kraftfahrern, so dass zum Stichtag 30. September 2008 knapp 803.000 Kraftfahrer beschäftigt waren. Infolge der Finanz- und Wirtschaftskrise waren im Juni 2009 ca. 118.000 Kraftfahrer arbeitslos gemeldet, damit kamen gegenüber dem Jahr 2008 nur rund 30.000 Kraftfahrer neu als Arbeitslose hinzu. Es gab 2009 über 54.000 deutsche Transportunternehmer im Güterkraftverkehr, davon 21 % bzw. 11.340 selbstfahrende Einzel-Unternehmer und 57 % Kleinstbetriebe. Die Möglichkeit, dass bis zu 5.000 Transportunternehmer insolvent würden, hätte einen Verlust von über 60.000 Arbeitsplätze bedeutet.
Nach der Erholung der Konjunktur ab Mitte 2010 wurden wieder verstärkt Fernfahrer gesucht. Fahrermangel verursacht größere Probleme als Maut oder Liberalisierung; als Hauptursache nannte Gerald Hensel, Vorsitzender des Ausschusses für Berufsbildung im BGL, die Überalterung des Fahrpersonals. „Wir rechnen daher auch bei verhaltener Konjunktur mit einem jährlichen Bedarf von 25.000 bis 30.000 neuen Kraftfahrern alleine für den gewerblichen Güterverkehr“.
Im Juni 2019 meldeten der Bundesverband Spedition und Logistik (DSLV) und der Bundesverband Güterverkehr Logistik und Entsorgung (BGL), dass der Logistikbranche in Deutschland 45.000 bis 60.000 Lastkraftfahrer fehlten. Als Gründe für den Fahrermangel wurden das Image des Berufs und die Arbeitsqualität, aber auch die Aussetzung der Wehrpflicht im Sommer 2011 angegeben. Die Bundeswehr ist weiterhin eine der größten Institutionen für die Ausbildung im Kraftfahrbereich, was allerdings nicht mehr in Zivil umgeschrieben werden kann.

### Arbeitszeit und Gehalt
Nach § 21a ArbZG darf die wöchentliche Arbeitszeit des Fahrpersonals innerhalb von vier Monaten durchschnittlich 48 Wochenstunden nicht überschreiten. Das ergibt eine maximale Monatsarbeitszeit von 208 Stunden. Bereitschafts- und sonstige Wartezeiten bei den Be- und Entladestellen werden oft nicht vergütet und deshalb ist der Verdienst der Fernfahrer im Allgemeinen schlecht.
Es ist in Deutschland nicht vorgeschrieben, dass die regelmäßige wöchentliche Ruhezeit von 45 Stunden am Wochenende zu Hause am familiären Lebensmittelpunkt genommen werden muss. In § 10 Abs. 2 Bundesmanteltarifvertrag für den Güter- und Möbelfernverkehr (BMT-F.) war geregelt, dass die Fahrer mindestens zwei Sonntage am Standort bzw. am Heimatort verbringen dürfen und Anspruch auf fünf zusätzliche Urlaubstage im Kalenderjahr haben. Die Geltung des Tarifvertrags ist jedoch bereits 1993 durch Kündigung beendet worden. Er wirkt nur für bestimmte, langjährig beschäftigte Fernfahrer nach.
Aus soziologischer Sicht gehören Fernfahrer besonders oft zu den Working Poor, also zu den Personen, die trotz Arbeit in Armut leben. Im Juni 2007 schwankten die Brutto-Stundenlöhne zwischen 12,58 Euro in Baden-Württemberg und 6,66 Euro in Thüringen. Oft wird ein fester pauschaler Monatslohn gezahlt. Der Stundenlohn für Berufskraftfahrer liegt nach einem Bericht in der Februar 2010-Ausgabe der Zeitschrift Fernfahrer in Schleswig-Holstein bei 9,99 Euro, Bayern 11,04 Euro, Sachsen-Anhalt 6,73 Euro, Thüringen 6,66 Euro und Niedersachsen 9,41 Euro. Die vom BAG in Köln im Oktober 2017 ausgewerteten Tarifabschlüsse, beinhalten Stundensätze in Thüringen von 11,21 €; in Bayern 13,10 €; in Nordrhein-Westfalen 12,63 €.
Seit dem Jahr 2015 gibt es einen Mindestlohn nach dem Mindestlohngesetz (MiLoG). Der Fernfahrer bezieht allerdings ein Gehalt, weil er eine lenkende Tätigkeit als Dienst am Lkw-Steuer im monatlichen Durchschnitt bis zu 195 Stunden leistet. In den letzten Jahren haben die Fernfahrer aus den MOE-Staaten den deutschen Kollegen erhebliche Konkurrenz gemacht. Die Verbesserung zur tariflichen Situation der Fernfahrer mit der zuständigen Gewerkschaft Ver.di ist nicht erfolgversprechend, da  nach Bundesland unterschiedlich, nur noch bis 30 Prozent der Transportunternehmen tarifgebunden organisiert sind. Der Fernfahrer erbringt bis zu 52 Stunden im Monat an Zusatzleistungen, wie  Arbeitsbereitschaft oder Bereitschaftsdienste. Der Fernfahrer bzw. Berufskraftfahrer darf im Durchschnitt von vier Monaten insgesamt nur 208 Stunden tätig sein, so dass er einen Freizeitausgleich bekommen müsste. Meistens wird diese Zeit als eine Opt-out-Zeit vereinbart.